# Нітра арена
Нітра арена або Зимовий стадіон Нітра (словац. Nitra Aréna, Zimný štadión Nitra) — льодовий палац спорту в місті Нітра, Словаччина. 
Нітра арена знаходиться на Сіхоті, під Нітранським замком, як частина спортивного комплексу багатоцільового використання. Він заснований на вулиці Єсенського 2 і має ємність 5300 глядачів. Покрівлю стадіону було завершено в 1966 році. 
В частині стадіону, є дві кав'ярні. Одна під трибуною біля головного входу, а інша під трибуною B за почесною ложею. Оновити запаси можливо також у ряді кіосків. Прес-центр знаходиться на трибуні B  почесної трибуни. Місця для ЗМІ можна знайти в галереї почесних гостей у восьмому ряду.
У 2015 році була проведена реконструкція «Нітра арени».

## Технічне обладнання
- кондиціонер
- звукова система
- камери
- доступ в Інтернет

У 2017 році було замінено інформаційне табло.

## Зовнішні посилання
- Нітра арена на сайті «Hockeyarenas.net»(англ.)
- Нітра арена на сайті «Športoviská.sk»(словац.)
- Нітра арена на сайті «Eurohockey.com»(англ.)